# Giuse Trần Công Ngao
Giuse Trần Công Ngao (tiếng Trung: 陳功鰲, Joseph Chen Gong-ao; sinh 1964) là một giám mục người Trung Quốc của Giáo hội Công giáo Rôma. Ông hiện là đương kim Giám mục Chánh tòa Giáo phận Thuận Khánh. Đối với chính quyền Trung Quốc, ông là Giám mục Giáo phận Nam Sung, Phó chủ tịch kiêm Thư ký Ủy ban Giáo vụ Công giáo tỉnh Tứ Xuyên, Giám đốc Học viện Thần học Tứ Xuyên, Chủ tịch Hội Công giáo Yêu nước thành phố Nam Sung.

## Tiểu sử
Giám mục Trần Công Ngao sinh ngày 21 tháng 9 năm 1964, người Quảng An, tỉnh Tứ Xuyên (Trung Quốc). Tốt nghiệp Học viện Thần học Công giáo Tứ Xuyên năm 1988, ngày 26 tháng 8 năm 1990, Phó tế Trần Công Ngao được truyền chức linh mục. 
Ngày 2 tháng 3 năm 2010, ông được Hội Công giáo Yêu nước Trung Quốc đề cử vào chức vụ Giám mục Giáo phận Nam Sung, một giáo phận do chính quyền Trung Quốc thiết lập, với địa hạt gần tương ứng với Giáo phận Thuận Khánh. Tòa Thánh sau đó cũng công bố quyết định bổ nhiệm linh mục Giuse Ngao làm Giám mục Chánh tòa Giáo phận Thuận Khánh. Lễ tấn phong giám mục cho ông được cử hành vào ngày 19 tháng 4 năm 2012. Khẩu hiệu giám mục của ông là Fiat voluntas tua (Nguyện xin vâng theo Thánh Ý Thiên Chúa).